# ジャン＝ピエール・アベル＝レミュザ

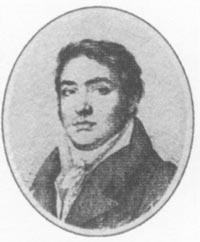

ジャン＝ピエール・アベル＝レミュザ（フランス語: Jean-Pierre Abel-Rémusat、1788年9月5日 - 1832年7月4日）は、フランスの東洋学者。
コレージュ・ド・フランスの初代中国学教授で、ユリウス・ハインリヒ・クラプロートと並ぶ西洋の中国学の草分け。レミュザ以前にもエチエンヌ・フルモンのように中国を研究した学者はいたが、中国研究を専門とし、中国学教授をつとめたのはレミュザにはじまる。

## 略歴
レミュザはパリに外科医の子として生まれた。子供のときに大怪我をして片目の視力を失い、家で父から教育を受けた。1805年に父が没した後、父と同様に医学を学んだが、テルサン神父(1736-1819)のところで漢籍に出会って強く興味を持ち、独学で中国語を学んだ。1813年に漢方医学の舌診に関する論文をラテン語で書き、医学の学位を得た。当時のフランスはナポレオン戦争の最中にあったが、東洋学者シルヴェストル・ド・サシの尽力で、レミュザは傷兵を治療するための臨時病院の医師として働き、徴兵を避けることができた。
1814年にコレージュ・ド・フランスにはじめて中国および満州の言語・文学の講座が設けられ、レミュザは27歳でその初代教授に就任した。1816年には碑文・文芸アカデミーの会員に選ばれた。1822年にパリでアジア協会が設立されたとき、レミュザはド・サシとともにその主な創立メンバーのひとりであった。レミュザはアジア協会の初代書記をつとめ、1829年にはド・サシにかわって会長に就任した。1832年に没するまでその職にあった。1824年にラングレスが没すると、王立図書館の書物の管理の仕事を引きついだ。
1832年、当時のパリで猛威をふるっていたコレラに罹患して死亡した。

## 主な著作
学生時代の1811年に中国語と中国文学に関する最初の論文を書いた。
- Essai sur la langue et la littérature chinoises. Paris. (1811)

レミュザの中国語に関する主著は『漢文啓蒙』の題で知られる文法書で、この本の出版のために24ポイントの明朝体木活字が製作された。
- Élémens de la grammaire chinoise. Paris: Imprimerie royale. (1822)

レミュザの書いた論文は、いくつかの論文集にまとめられている。
- Mélanges asiatiques. Paris: Librarie orientale de Dondey-Dupré père et fils. (1825) 第2巻(1826)
- Nouveaux Mélanges asiatiques. Paris: Librarie orientale de Dondey-Dupré père et fils. (1829) 第2巻
- Mélanges posthumes d'histoire et de littérature orientales par M. Abel Rémusat. Paris: Imprimerie royale. (1843)

レミュザがフランス語に翻訳した書物には『太上感応篇』(1816)、『中庸』(1817)、『仏国記』(1836)がある。
- Le livre des récompenses et des peines. Paris: Chez Antoine-Augustin Renouard. (1816)（『太上感応篇』訳注）
- L'invariable milieu. Paris: Imprimerie royale. (1817)（『中庸』の訳注、漢文と満州語の本文つき）
- Foě Kouě Ki, ou relation des royaumes bouddhiques. Paris: Imprimerie royale. (1836)（『仏国記』訳注）

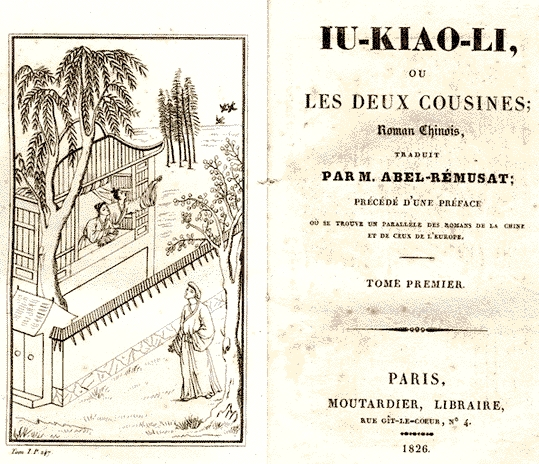
玉嬌梨

また、清代の才子佳人小説『玉嬌梨』を翻訳した。この小説はレミュザの翻訳によって中国よりむしろ西洋で有名になった。
- Iu-Kiao-Li, ou les deux cousines. Paris: Librairie Moutardier. (1826)

レミュザは日本にも興味をもち、ティツィング『歴代将軍譜』を注釈つきで出版している。
- M. Titsingh (1820). Mémoires et anecdotes sur la dynastie régnante des Djogouns, souverains du Japon. Paris

## 批判・影響
ヴィルヘルム・フォン・フンボルトは1826年にレミュザと書簡を交換し、その結果を出版している。フンボルトの理論では総合的な屈折語こそが高度な思想の発達をもたらすはずだったが、「文法のない」孤立語を使う中国が世界でもっとも高度な文明を持っているらしいことは例外であった。
- Guillaume de Humboldt (1827). Lettre à M. Abel-Rémusat, sur la nature des formes grammaticales en général, et sur le génie de la langue chinoise en particulier. Paris: Librarie orientale de Dondey-Dupré père et fils

レミュザは、漢字を音ではなく思考を表すものと考えた。これはヨーロッパで古くから信じられていた伝統的な考えに一致するが、批判の対象になった。
サトイモ科のタコイモ属（Remusatia）は、レミュザにちなみ命名された。